# Ricardo Pipo
Ricardo Curi Garcia mais conhecido como Ricardo Pipo (Brasília, 24 de fevereiro de 1973) é um humorista e ator brasileiro. Iniciou sua carreira no teatro na cidade de Brasília - DF. Destacou-se no cenário cultural da cidade como apresentador do Jogo de Cena, ao lado de Welder Rodrigues aos 14 anos. Seu apelido “Pipo” é em homenagem a um palhaço que ja morreu.
Antes disso, trabalhou como secretário de uma escola de alfabetização e também como baterista de algumas bandas de Hip-Hop. Foi também um tempo locutor de um programa de rádio (Cultura FM) nas madrugadas. É integrante do grupo Melhores do Mundo e faz apresentações solo de stand-up comedy por todo o Brasil. Em maio de 2021, na série Galera FC do canal pago TNT, interpreta um dos comentaristas da mesa redonda que comenta sobre o futebol, tema principal da série de comédia. 